# Timo Antila
Timo Antila (ur. 22 września 1980 w Jurvie) – fiński biathlonista, reprezentant kraju na mistrzostwach świata oraz igrzyskach olimpijskich. Jego najlepszą pozycją w zawodach Pucharu Świata jest 14 pozycja w sprincie w Ruhpolding.
W 2010 na Zimowych igrzyskach wojskowych w Dolinie Aosty zdobył brązowy medal w biatlonie (sprint drużynowo 10 km).
Jego ojciec – Erkki także był biathlonistą, zaś żona Timo Antili – Kirsi Välimaa była biegaczką narciarską.

## Osiągnięcia

### Zimowe igrzyska olimpijskie
| 2002 Salt Lake City/Park City (USA) | 41. miejsce (IN), 19. miejsce (SP), 32. miejsce (PU), 12. miejsce (RL) |
| 2010 Vancouver/Whistler (Kanada)    | 56. miejsce (IN), 40. miejsce (SP), 52. miejsce (PU),                  |

### Mistrzostwa świata
| 2001 Pokljuka (Słowenia)            | 36. miejsce (SP), 43. miejsce (PU), 5. miejsce (RL)                    |
| 2003 Chanty-Mansyjsk (Rosja)        | 77. miejsce (IN), 69. miejsce (SP), 11. miejsce (RL)                   |
| 2004 Oberhof (Niemcy)               | 36. miejsce (IN), 64. miejsce (SP), 16. miejsce (RL)                   |
| 2005 Hochfilzen (Austria)           | 36. miejsce (IN), 71. miejsce (SP), 12. miejsce (RL)                   |
| 2007 Anterselva (Włochy)            | 64. miejsce (IN), 51. miejsce (SP), 48. miejsce (PU), DNS (RL)         |
| 2008 Östersund (Szwecja)            | 48. miejsce (IN), 31. miejsce (SP), 41. miejsce (PU), 14. miejsce (RL) |
| 2009 Pyeongchang (Korea Południowa) | 54. miejsce (IN), 54. miejsce (SP), 51. miejsce (PU), 22. miejsce (RL) |
| 2011 Chanty-Mansyjsk (Rosja)        | 45. miejsce (IN), 39. miejsce (SP), 43. miejsce (PU), 19. miejsce (RL) |
| 2012 Ruhpolding (Niemcy)            | 80. miejsce (IN), 82. miejsce (SP)                                     |

### Puchar Świata

#### Miejsca w klasyfikacji generalnej PŚ
| Sezon     | Miejsce |
| --------- | ------- |
| 2000/2001 | 77.     |
| 2001/2002 | 58.     |
| 2002/2003 | 57.     |
| 2003/2004 | 50.     |
| 2004/2005 | 76.     |
| 2005/2006 | 90.     |
| 2006/2007 | 75.     |
| 2007/2008 | 59.     |
| 2009/2010 | 86.     |
| 2010/2011 | 77.     |
| 2011/2012 | 104.    |